# Cantón de Pau-Oeste
El cantón de Pau-Oeste era una división administrativa francesa, situada en el departamento de los Pirineos Atlánticos y la región Aquitania.

## Composición
El cantón incluía cinco comunas y una parte de la ciudad de Pau:
- Gelos
- Mazères-Lezons
- Narcastet
- Pau (oeste)
- Rontignon
- Uzos.

## Supresión del cantón de Pau-Oeste
En aplicación del Decreto n.º 2014-248 de 25 de febrero de 2014, el cantón de Pau-Oeste fue suprimido el 22 de marzo de 2015 y sus seis comunas pasaron a formar parte, tres al nuevo cantón de Ouzom, Gave y Orillas del Neez, uno al nuevo cantón de Pau-3, otro al nuevo cantón de Pau-4 y por último Pau, distribuido entre los cantones de Pau-3 y Pau-4.